# Армейский немецкий язык
Армейский немецкий язык (нем. Armeedeutsch) — упрощенный немецкий язык, который использовался в воинских частях армии Австро-Венгрии для отдавания приказов.
В 1867 году австро-венгерское право дало всем гражданам империи возможность пользоваться родным языком во всех ситуациях. Из-за этого в армии возникают проблематичные ситуации, когда офицеры, сержанты и рядовые не знают языки друг друга. Поэтому в воинских частях Цислейтании официальным языком становится немецкий, но в упрощенной форме.
Армейский немецкий включал около 200 слов, в основном существительных и коротких команд. Каждое слово имело ровно одно значение.
Со временем, по мере нарастания межнациональной напряженности, даже среди немецкоязычных граждан габсбургской монархии начало появляться разделение на «настоящих австрийцев» (нем. einfach-Österreicher, букв. обычные австрийцы) и «армейских австрийцев», то есть таких, которые дома пользуются именно упрощенным немецким языком.